# الدوري النيوزيلندي الوطني
الدوري النيوزيلندي الوطني (بالإنجليزية: New Zealand National League)‏ وتُعرف محلياً باسم بطولة الدوري الوطني (بالإنجليزية: National League Championship)‏ هو بطولة كرة القدم الأولى في نيوزيلندا. أٌنشئت عام 2021 ليحل بديلاً عن بطولة نيوزيلندا لكرة القدم. لم يُستكمل موسم 2021 بسبب جائحة كورونا وبذلك تنتهي النسخة الأولى من الدوري بلا فائز. وفي موسم 2022 فاز أوكلاند سيتي بأول ألقاب الدوري.

## نظام البطولة
يشارك في الدوري 32 فريقاً يتم تقسيمهم في 3 دوريات: 12 فريقاً في الدوري الشمالي، و10 فرق في الدوري الأوسط، و10 فرق في الدوري الجنوبي. بعد ذلك يتأهل 4 فرق من الدوري الشمالي ومثلهم من الدوري الأوسط وفريقان من الدوري الجنوبي إلى مرحلة البطولة التي تقام بنظام دورة روبن إلى أن تنتهي المنافسة بتتويج متصدر الترتيب بلقب الدوري.

## وصلات خارجية
- (بالإنجليزية)